# Skakanje v vodo z velikih višin
Skakanje v vodo z velikih višin je vodni šport, ki se je prvič pojavil na 2013 World Aquatics Championships v Barceloni. Moški skačejo iz 27 metrov visoke platforme, ženske pa z 20 metrov.  Ta šport je ločen od regularnega FINA skakanja v vodo.
Prva ženska svetovna prvakinja je bila Američanka Cesilie Carlton, ki je osvojila 211,6 točk.

## Svetovni rekordi v skoku z najvišje višine

### Moški
| Datum              | Lokacija                 | Skakalec       | Višina               | Video | Opomba                 |
| ------------------ | ------------------------ | -------------- | -------------------- | ----- | ---------------------- |
| 1984               | ?                        | Dana Kunze     | 52,4 m (172 ft)      | [ 5 ] |                        |
| 7. april 1985      | Ocean Park Hong Kong     | Randy Dickison | 53,2 m (174 ft 8 in) | [ 6 ] | Več zlomov v levi nogi |
| 30. avgust 1987    | Villers-le-Lac, Francija | Oliver Favre   | 53.9 m (177 ft)      | [ 7 ] |                        |
| 27. september 1997 | Žďákovský most, Češka    | Rudolf Bok     | 58,28 m (191.207 ft) | [ 8 ] | več poškodb vretenc    |

### Ženske
| Datum         | Lokacija             | Skakalka    | Višina               | Video | Opombe |
| ------------- | -------------------- | ----------- | -------------------- | ----- | ------ |
| 1982          | Rim, Italija         | Debi Boccia | 33,3 m (109 ft 4 in) |       |        |
| 7. april 1985 | Ocean Park Hong Kong | Lucy Wardle | 36,8 m (120 ft 9 in) | [ 6 ] |        |